# Лоуден (Ајова)
Лоуден (енгл. Lowden) град је у америчкој савезној држави Ајова. По попису становништва из 2010. у њему је живело 789 становника.

## Демографија
Према попису становништва из 2010. у граду је живело 789 становника, што је -5 (-0.6%) становника више него 2000. године.
| Група             | 2000.       | 2010.       |
| Белци             | 783 (98,6%) | 780 (98,9%) |
| Афроамериканци    | 1 (0,1%)    | 1 (0,1%)    |
| Азијати           | 1 (0,1%)    | 0 (0,0%)    |
| Хиспаноамериканци | 9 (1,1%)    | 6 (0,8%)    |
| Укупно            | 794         | 789         |